# باول لي (لاعب كرة قدم)
باول لي هو لاعب كرة قدم كندي، ولد في 16 أبريل 1961 في مانشستر في المملكة المتحدة.

## وصلات خارجية
- باول لي على موقع ناشيونال فوتبول تيمز (الإنجليزية)